# Serie de filme
O serie de filme este o colecție de filme similare care apar într-o anumită succesiune. Relația dintre filmele unei serii nu este neapărat fixă, în general acestea împărtășesc o lume comună diegetică. Uneori o serie este creată din start ca o poveste care se întinde de-a lungul a câteva filme, de exemplu seria polono-franceză Trei Culori, dar de obicei succesul filmului original duce la realizarea unor filme suplimentare. Continuările individuale sunt relativ comune, dar acestea nu au întotdeauna suficient succes care să ducă la producerea unui (cel puțin) al treilea film. 
Harry Potter este seria de filme cu cel mai mare succes comercial, depășind seriile Războiul Stelelor și James Bond în timp ce seria Stăpânul Inelelor are cea mai mare medie a încasărilor.  Seria de filme cu Wong Fei Hung este cea mai lungă serie având 89 de filme.

## Vezi și
- Serial cinematografic